# David Montgomery (giocatore di football americano)
David Montgomery (Cincinnati, 7 giugno 1997) è un giocatore di football americano statunitense che milita nel ruolo di running back per i Detroit Lions della National Football League (NFL).

## Carriera professionistica

### Chicago Bears
Montgomery fu scelto nel corso del terzo giro (73º assoluto) del Draft NFL 2019 dai Chicago Bears. Debuttò come professionista partendo come titolare nella gara del primo turno contro i Green Bay Packers correndo 18 yard su 6 tentativi e ricevendo un passaggio da 27 yard. La sua stagione da rookie si chiuse con 889 yard corse, 6 touchdown su corsa e uno su ricezione.
Nel 15º turno della stagione 2020, Montgomery corse un nuovo primato personale di 146 yard, oltre a 2 touchdown, nella vittoria sui Minnesota Vikings. La sua stagione si chiuse al quinto posto della NFL con 1.070 yard corse.

### Detroit Lions
Il 14 marzo 2023 Montgomery firmò con i Detroit Lions un contratto triennale del valore di 18 milioni di dollari. Nella prima partita con la nuova maglia i Lions vinsero a sorpresa in casa dei Kansas City Chiefs campioni in carica, con Montgomery che guidò la squadra con 74 yard corse e un touchdown. Nel quarto turno divenne il primo giocatore di Detroit dopo James Stewart 23 anni prima a correre più di 100 yard e a segnare tre touchdown nella stessa partita. Quella fu la sua prima vittoria in carriera contro i Green Bay Packers in carriera dopo sette sconfitte.
Nella prima partita della stagione 2024 Montgomery fu decisivo nei tempi supplementari correndo 45 yard su 5 possessi, con i Lions che andarono a vincere per 26-20 contro i Los Angeles Rams. Due settimane dopo corse 105 yard e un touchdown nella vittoria sugli Arizona Cardinals. Nel sesto turno, poche ore dopo avere rinnovato con i Lions, segnò due touchdown nella vittoria per 47-9 sui Dallas Cowboys. Nella settimana 11 corse 75 yard e segnò due touchdown nella vittoria per 52-6 contro i Jacksonville Jaguars.